# Mysidia hengist
Mysidia hengist är en insektsart som beskrevs av Broomfield 1985. Mysidia hengist ingår i släktet Mysidia och familjen Derbidae. Inga underarter finns listade i Catalogue of Life.